# 国家材料表面处理产业技术创新战略联盟
国家材料表面处理产业技术创新战略联盟，是由从事材料、表面处理行业相关的企业、大学、科研机构等在深圳发起成立的行业联合组织。